# Amplificator audio

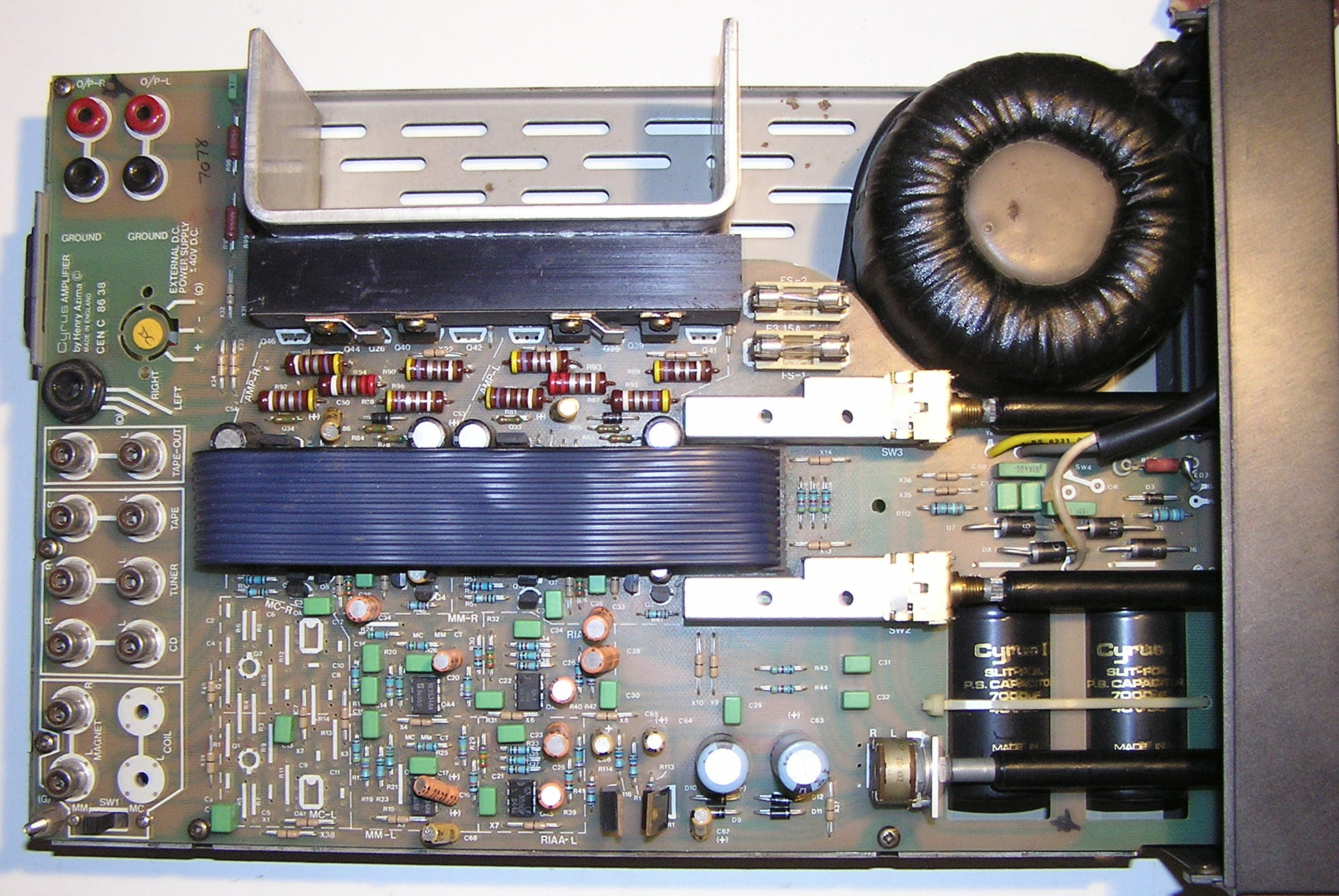
Amplificator încorporat într-un receptor radio

Amplificatorul audio este un amplificator electronic destinat amplificării semnalelor audio de slabă putere preluate dintr-un dispozitiv de recepție (microfon, instrument muzical) sau de stocare (magnetofon, casetofon, CD-player, DVD-player) și retransmiterii unui difuzor (sau sistem de difuzoare).